# تل دبس
ويربط الدَّرب الجنوبيِّ إيبلا بالفراعنة ومكَّة المكرَّمة، ونجد عبر بوَّابة تلّ طيبة أو تلِّ تيبيس، وتُعرف القرية المشرفة على هذه البوَّابة الجنوبيَّة اليوم باسم: (تَلْدَبِس)، ويُعرف التَّلُّ المشرف على بوَّابة إيبلا نحو الجنوب باسم تلِّ المحتي تحريفًا عن أسماء الفراعنة المصريِّين (أَمِحْتِب، وأَمِنْحُوتِب، ومِحْتِب وغيرها)، 
تل دبس قرية سورية تتبع ناحية مركز معرة النعمان في منطقة معرة النعمان في محافظة إدلب. بلغ عدد سكانها 1829 نسمة في عام 2004 حسب إحصاء المكتب المركزي للإحصاء.